# Anauxesis alboscutellaris
Anauxesis alboscutellaris är en skalbaggsart som beskrevs av Stefan von Breuning 1938. Anauxesis alboscutellaris ingår i släktet Anauxesis och familjen långhorningar. Inga underarter finns listade i Catalogue of Life.